# مصاحبه محمدجواد ظریف با سعید لیلاز

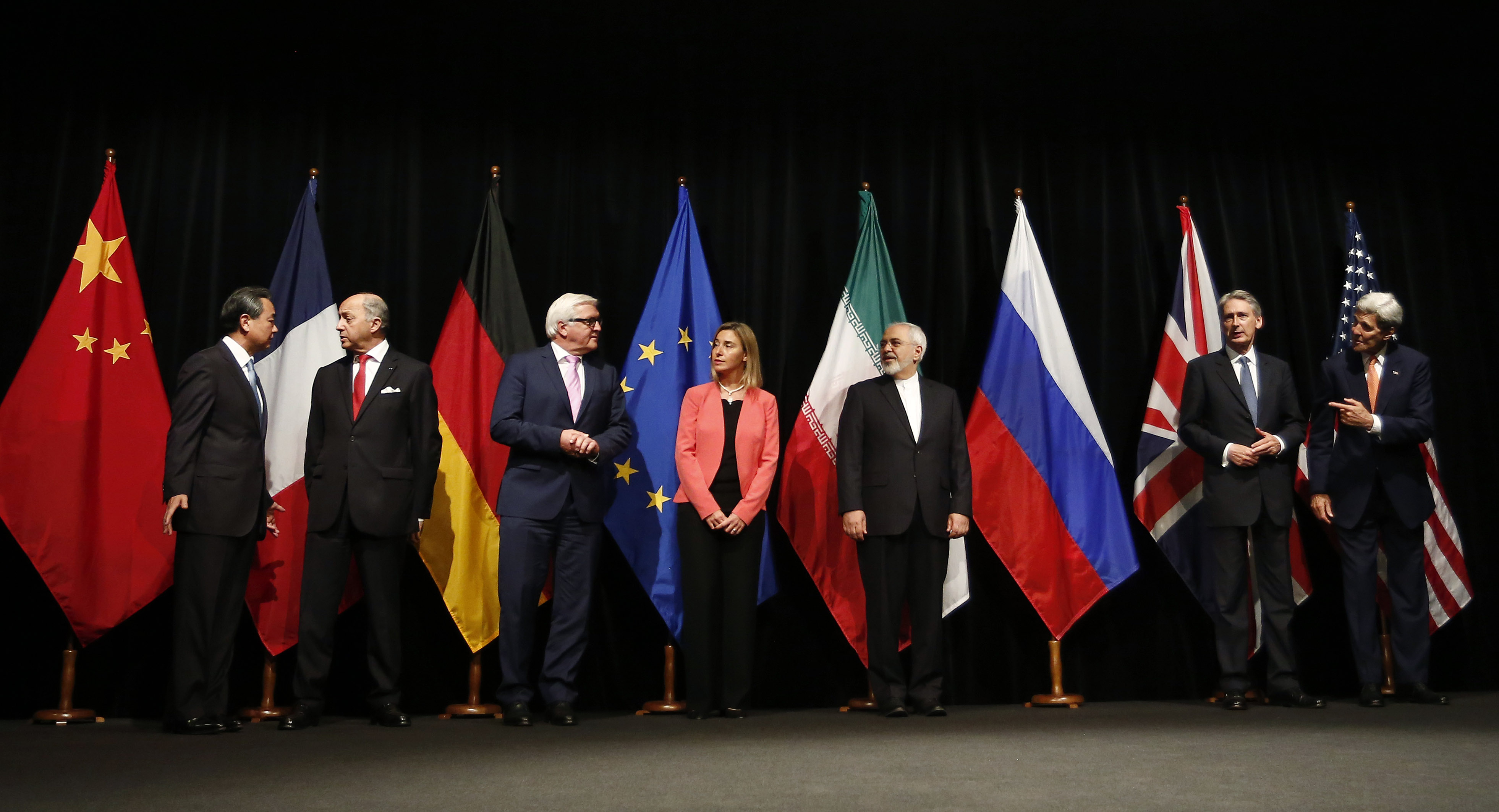
به گفته ظریف، روسیه در هفته آخر امضای برجام حداکثر تلاشش را کرد که برجام به نتیجه نرسد. او در همین زمینه به عکس مشهور وزرای خارجه کشورها پس از برجام اشاره می‌کند که در آن وزیر خارجه روسیه غایب است.

مصاحبه محمدجواد ظریف با سعید لیلاز ، مصاحبه‌ای هفت‌ساعته میان سعید لیلاز با محمدجواد ظریف، وزیر امور خارجهٔ وقت ایران، بود که فایل صوتی سه‌ساعته‌ای از آن نخستین مرتبه در ۵ اردیبهشت ۱۴۰۰ توسط شبکهٔ خبری ایران اینترنشنال منتشر شد و حاوی گفت‌وگو این دو نفر در مورد مسائل ایران در زمینهٔ سیاست خارجی بود. این فایل صوتی با نام «تاریخ شفاهی ایران» و توسط مرکز بررسی‌های استراتژیک ریاست‌جمهوری تهیه شده بود. وی در این گفت‌وگو مهم‌تر قلمداد شدن سیاست‌های میدان نسبت به سیاست‌های دیپلماتیک در ایران را اذعان کرد و مدعی شد که سفر قاسم سلیمانی، فرماندهٔ پیشین سپاه قدس به روسیه بدون نظارت وی و «با ارادهٔ روسیه» صورت گرفت. ضمناً «ارادهٔ روسیه به آن بود که دستاورد وزارت خارجهٔ ایران را نابود کند.»

## ضبط و نشر
مصاحبه سعید لیلاز با محمدجواد ظریف، وزیر خارجهٔ جمهوری اسلامی ایران در روز ۶ اسفند سال ۱۳۹۹ و در قالب برنامه‌ای با عنوان تاریخ شفاهی دولت تدبیر و امید ضبط شده است. این فایل صوتی روز یکشنبه ۵ اردیبهشت (۲۵ آوریل) برای نخستین‌بار توسط شبکهٔ تلویزیونی ایران اینترنشنال منتشر شده است. فایل صوتی این گفت‌وگو که به صورت تصویری انجام شده و به شکلی نامعلوم در اختیار رسانه‌ها قرار گرفت.

## محتوا
وزیر خارجهٔ ایران با تأکید بر «بی‌اطلاعی» از اقدامات برون‌مرزی سپاه پاسداران می‌پرسد: 
«جان کری باید به من بگوید که ۲۰۰ بار اسرائیل در سوریه به شما حمله کرده است؟!».

ظریف در مورد بی‌اطلاعی خود از سفر بشار اسد، رئیس‌جمهور سوریه به ایران در سال ۱۳۹۷ که باعث استعفای او شد می‌گوید: 
«سفر را من و سلیمانی با هم هماهنگ کردیم، اما وقتی او را آوردند به من چیزی نگفتند و من از تلویزیون دیدم».

### اختلاف نظرها با قاسم سلیمانی
وزیر امور خارجهٔ ایران به ارتباط و اختلاف نظر خود با قاسم سلیمانی، فرماندهٔ پیشین نیروی قدس سپاه پاسداران اشاره می‌کند. وی چندین بار تأکید می‌کند که این «دیپلماسی» بوده که در جمهوری اسلامی فدای «میدان» شده است.
«هیچ‌گاه نشد من از سردار سلیمانی بخواهم مثلاً فلان عملیات را فعلاً متوقف کنید تا ما در مذاکرات پیشرفت کنیم. نه اینکه نخواهم، سردار سلیمانی قبول نمی‌کرد. اما در مقابل بارها می‌شد که او از من می‌خواست در مذاکرات پیش‌رو فلان موضوعات را پیگیری کنم … مثلاً آقای سلیمانی به من می‌گفت حالا که با لاوروف مذاکره می‌کنی، این لیست ۱٬۲٬۳ و ۴ را مثلاً در مذاکرات مطرح کن و از او بخواه. این در حالی است که برعکس آن هیچ وقت امکان‌پذیر نبود.»
در بخش دیگری ظریف به ماجرای استفادهٔ نیروی قدس سپاه از هواپیماهای مسافربری ایران ایر اشاره می‌کند و می‌گوید از طریق جان کری متوجه شده که تعداد سفرهای هواپیمایی ایران ایر به سوریه چند برابر شده است و با بررسی بیشتر متوجه شده وزیر راه هم از این موضوع مطلع نبوده است.

### اختلافات با روسیه
در بخشی به جزئیات بیان‌نشده‌ای در خصوص حصول توافق هسته‌ای برجام و همچنین کارشکنی‌های روسیه در این روند پرداخته شده است. ظریف در این گفت‌وگو بارها می‌گوید که روسیه تمام تلاش خود را انجام داد تا برجام حاصل نشود.
«یک شب در اتاق جان کری صحبت می‌کردیم و لاوروف به من گفت من کار دارم و باید برگردم، مذاکرات را تمام کنیم. جان کری به من گفت نظر تو چیست؟ من گفتم این شرایط برای من قابل قبول نیست. لاوروف در پاسخ گفت پس تو که دستورالعمل نداری، وقت ما را نگیر، ما بریم به کارمان برسیم، تو هم برو دستورالعملت را بگیر و بعداً برگرد. من با لحن بسیار غیرمحترمانه به او گفتم به تو هیچ ربطی ندارد.»
وی با اشاره به نارضایتی لاوروف از حصول برجام و تلاش‌های روسیه برای به شکست رساندن توافق هسته‌ای ایران در این فایل اشاره می‌کند. او در ادامه اشاره می‌کند که روسیه با قصد تخریب دست‌آوردهای برجام قاسم سلیمانی را به روسیه دعوت کرده است.
«روس‌ها فکر نمی‌کردند برجام به نتیجه برسد و در هفته‌های آخر که دیدند مذاکرات دارد به نتیجه می‌رسد شروع کردند به طرح پیشنهادهایی جدید. در این مرحله روسیه و فرانسه پیشنهاد دادند که ایران هر ۶ ماه یک بار موظف به تمدید مجوز از شورای امنیت برای ادامه توافق هسته‌ای باشد؛ یعنی ایران مجبور بود هر شش ماه یک بار با ۵ عضو ثابت و ۱۰ عضو غیرثابت شور مذاکره کند تا برجام تمدید شود که ما هرگز این طرح را قبول نکردیم… کافی است به ۶ ماه فاصله زمانی از زمان حصول برجام تا اجرایی شدن آن توجه کنیم. در آن محدودهٔ زمانی یعنی از تیر تا دی ماه ۱۳۹۴ اتفاقات بسیاری افتاد که اولینش سفر سردار سلیمانی به روسیه بود. در ادامه می‌توان به حمله به سفارت عربستان و گرفتن دو کشتی آمریکایی اشاره کرد.»
«ما ادعا می‌کنیم که آقای سلیمانی پوتین را به جنگ کشید. اما پوتین تصمیمش را گرفته بود. پوتین وارد جنگ شد، اما با نیروی هوایی، اما نیروی زمینی ایران را هم به جنگ کشید. ما تا آن زمان نیروی زمینی نداشتیم. سوری‌ها و اعراب و افغانی‌ها و داوطلبان بود.»

### تقابل دیپلماسی و میدان
ظریف می‌گوید پس از برجام هنگامی که ایران خرید هواپیمای بوئینگ و ایرباس را آغاز کرد و شرکت هواپیمایی ایران ایر از فهرست تروریستی آمریکا خارج شد، با فشار قاسم سلیمانی سفرهای شرکت هواپیمایی هما به سوریه اضافه شد.
وزیر امور خارجهٔ ایران چندین بار به این موضوع تأکید می‌کند که در ایران این میدان است که حکمفرما است. وی در این مصاحبه همچنین می‌گوید: 
«سلیمانی معتقد بوده چون میدان اصل است باید به‌طور مثال از هواپیمایی هما استفاده کرد ولو آنکه ۲۰۰ درصد به دیپلماسی کشور هزینه بخورد.»

### سرنگونی هواپیمای اوکراینی
«چهارشنبه صبح هواپیمای اوکراینی را زدند. من ظهر جمعه رفتم جلسه ویژه‌ای که دبیرخانه شورای عالی امنیت ملی برگزار کرد. عرض کردم دنیا می‌گوید به هواپیما موشک خورده است. اگر واقعاً موشک خورده است بگویید ببینیم ما چطور می‌توانیم آن را علاج کنیم. خدا شاهد است، آن‌گونه با من برخورد کردند که انگار من کفر ابلیس گفتم. گفتند نه، یعنی چه. برو، برو توئیت بزن و تکذیب کن. در حالی که صبح پنجشنبه آقایان می‌دانستند موشک خورده است یا بعدازظهر چهارشنبه.»

### سرمایه‌گذاری در روابط با چین و روسیه
«ما هنوز جهان را بر اساس مدل دو قطبی جنگ سردی می‌بینیم و با معیارهایی می‌سنجیم که دیگر جوابگو نیستند. همین امروز هم فکر می‌کنیم که روسیه و چین با یک نگاه ژئواستراتژیک باید کنار ایران بایستند و با آمریکا بجنگند. در صورتی که روسیه و چین – به‌ویژه چین – رقابت خود با آمریکا را در حوزهٔ تکنولوژی تعریف کرده‌اند، نه در حوزهٔ ژئو استراتژیک.»

### حمله به پایگاه عین‌الاسد
ظریف در این گفت‌وگو حمله به سفارت عربستان را «خیانت» توصیف می‌کند.
«آمریکا زودتر از من خبر حمله به عین‌الاسد را شنید. دو نفر از نیروی قدس ۴۵ دقیقه قبل از حمله به پایگاه عین‌الاسد، پیش نخست‌وزیر عراق رفتند و گفتند که ما به زودی به یک پایگاه آمریکا در عراق شلیک می‌کنیم.»

## واکنش‌ها
گروهی از کاربران ایرانی در شبکه‌های اجتماعی می‌گویند درز این فایل تعمدی و در آستانه انتخابات به منظور تبلیغ وجود دوقطبی تندرو-میانه‌رو در ساختار جمهوری اسلامی بوده است. سخنگوی وزارت خارجه جمهوری اسلامی این فایل را «تقطیع شده» نامیده است.
در کنار همه واکنش‌ها، انتقادهای زیادی هم به لحن و ادبیات به کار برده شده دربارهٔ کاترین اشتون و فدریکا موگرینی، مسئولان پیشین سیاست خارجی اتحادیه اروپا که در دوران مسئولیت خود در حال مذاکره با مقامات ایران بودند مطرح شده از سوی سعید لیلاز مطرح شده است. لیلاز جایی می‌گوید: «شایعه بود خانم اشتون جلیلی رو از پا انداخت شما رو از کمر.»

### افراد
- سعید خطیب زاده، سخنگوی وزارت امور خارجه:«فایل صوتی منتشر شده از دکتر ظریف یک فایل تقطیع شده و گزینشی از یک گفتگوی داخلی هفت ساعته است که به هیچ وجه منعکس کننده میزان احترام، تعاریف مفصل و تقدیرهایی که ایشان در ادامه گفتگو به تفصیل از تدبیر، خرد، رشادت و نقش منحصر به فرد سردار سلیمانی در توفیقات منطقه‌ای جمهوری اسلامی ایران دارند، نیست.[۲]»
- محمدعلی ابطحی:«انتشار فایل صحبت خصوصی ⁧ظریف⁩ کاری مثل دزدیدن اسناد هسته‌ای توسط اسرائیل است.[۱۳]»
- جلیل رحیمی جهان‌آبادی:«انتشار فایل مصاحبه ظریف ربطی به انتخابات ریاست جمهوری ندارد؛ هدف ضربه زدن به مذاکرات وین و تکمیل کننده تخریب‌های اخیر در سایت نطنز و سایر آسیب‌ها به منافع ملی است.»

#### مخالفان
- روح‌الله متفکرآزاد:«پیام آقای ظریف کاملاً روشن است یا اجازه بدهید مذاکرات جدید را انجام بدهم، با هر نتیجه‌ای! یا کاندیدای ریاست جمهوری خواهم شد! ظاهراً ایشان گمان کرده که کاندیداتوری‌اش واهمه برانگیز است. به نظرم خسارت کاندیداتوری شأن از خسارت عبور از منافع مردم کمتر است.[۱۴]»
- علی خضریان:«جناب ⁧محمدجواد ظریف⁩ پس از سال‌ها حضور در عالی‌ترین سطح ⁧دیپلماسی⁩، درکی از ایجاد قدرت میدان برای چانه‌زنی در مذاکره ندارد و فکر می‌کند این او بوده که دیپلماسی لبخند را برای میدان اقتدار حاج ⁧قاسم سلیمانی⁩ هزینه می‌کرده است! این عقب‌ماندگی تحلیلی، برای پایان عمر سیاسی وی کافیست.»
- سیدنظام‌الدین موسوی:«جناب آقای ظریف! همین که فایل صوتی محرمانه جنابعالی از شبکه تلویزیونی وابسته به آل سعود سر درمی‌آورد، یعنی در جریان قرار ندادن شما پیرامون حمله موشکی به عین الاسد و سفر بشار اسد به تهران کار بسیار دقیق و درست و هشیارانه‌ای بوده است. گاندوها اطرافتان را پر کرده‌اند آقای وزیر!»
- نصرالله پژمانفر:«آقای ظریف در مصاحبه‌ای که فایلش منتشر شده مطالبی را مطرح می‌کند که گویا فراموش کرده وزیر خارجه کشوری مثل جمهوری اسلامی ایران است. آقای ظریف باید راجع‌به مطالبی که در این مصاحبه مطرح کرده توضیحات لازم را بدهد.[۱۴]»
- منوچهر متکی:«این کلام آقای ظریف که گفته هیچ‌وقت میدان فدای دیپلماسی نشده و این دیپلماسی است که فدای میدان شده نشان می‌دهد که ایشان نه از میدان برداشت و تعریف درستی دارد و نه از دیپلماسی. کافی است ایشان به آمریکا نظری بیندازد و ببیند که میدان و دیپلماسی در آن چگونه با یک خط مشی و رویکرد شانه به شانه تکمیل کننده هم هستند.[۱۵]»
- محمدباقر قالیباف:«تدبیر وشجاعت حاج قاسم میدان‌ها را فتح و معابر دیپلماسی را باز می‌کرد؛ چیزی جز سیاست‌بازی یا ساده‌لوحی نمی‌تواند این حقیقت روشن را کتمان کند." او در ادامه نوشت که نخواهند گذاشت، حالا که قاسم سلیمانی کشته شده "با فرصت‌طلبی برای رسیدن به مقاصد سیاسی به او جفا کنند و نقش تاریخی" او را "وارونه جلوه دهند.[۱۶]»
- سعید لیلاز:«معتقدم باید کسی که فایل صوتی را منتشر کرده، چوب در آستینش کرد. می‌خواهم ببینم آیا دستگاه اطلاعاتی کشور عرضه دارد این شخص را پیدا کند یا مثل ماجرای نطنز بعد از اینکه پوکید می‌خواهد اسم طرف را رسانه‌ای کند.[۱۷]»
- مایک پمپئو، وزیر خارجه آمریکا در دولت دونالد ترامپ: «حمله عالی دولت ما به قاسم سلیمانی تأثیر گسترده‌ای بر ایران و خاورمیانه داشت. مجبور نیستید سخنان من را بپذیرید، از ظریف درباره‌اش بپرسید.[۱۸]»
- سید علی خامنه‌ای«ما نباید حرفی بزنیم که این معنا را تداعی کند که داریم حرف آن‌ها را تکرار می‌کنیم چه دربارهٔ نیروی قدس چه شخص شهید سلیمانی… نباید جوری حرف بزنیم که به معنای این باشد که سیاست‌های کشور را قبول نداریم و دشمن را شاد نکنیم.[۱۹]»

### سنای آمریکا
انتشار این فایل صوتی به انتقاد از عملکرد جان کری، وزیر خارجه دولت باراک اوباما نیز دامن زده است. شماری از نمایندگان و سناتورهای وابسته به حزب جمهوریخواه آمریکا خواستار کناره‌گیری جان کری از نمایندگی رئیس‌جمهور ایالات متحده برای اقلیم شده‌اند. در فایل صوتی محمدجواد ظریف آمده که جان کری به بیش از ۲۰۰ حمله اسرائیل به مواضع ایران در سوریه اشاره کرده است. نمایندگان جمهوریخواه ابراز چنین موضوعی از سوی جان کری به محمدجواد ظریف را خلاف منافع و مصالح اسرائیل به عنوان متحد اصلی آمریکا در منطقه دانسته‌اند. جان کری موضوع اطلاع‌رسانی دربارهٔ حملات اسرائیل به مواضع ایران در سوریه را تکذیب کرده است. وی با درج یک پیام توئیتری گفت که برخلاف آنچه محمدجواد ظریف در مکالمه تازه فاش شده‌اش گفته است، او هرگز در مورد عملیات مخفی هوایی اسرائیل در سوریه با آقای ظریف صحبتی نکرده است.
- تد کروز: «در صورت واقعی بودن این خبر، این اظهارات آقای کری یک بی‌احتیاطی فاجعه‌بار است که مشمول رد صلاحیت می‌شود.[۲۲]»
- دن سالیوان، سناتور جمهوری‌خواه از آلاسکا و مقام سابق وزارت امور خارجه در زمان جورج دبلیو بوش، هم در یک سخنرانی در سنا خواستار استعفای آقای کری شد و گفت که «متعجب است» که جان کری «اسرار یکی از مهم‌ترین و پایدارترین متحدان ما در منطقه را برای دشمن قسم‌خورده‌ای که بزرگ‌ترین دولت حامی تروریسم است فاش می‌کند.[۲۳][۲۲]»
- نیکی هیلی:این خبر نفرت‌آور است و آقای کری را متهم کرد که به ایران «هشدار داده است.[۲۲]»

ند پرایس، سخنگوی وزارت امور خارجه آمریکا در کنفرانس خبری گفت اگر به عقب بازگردیم واضح است که این اطلاعات محرمانه نبوده است و نمی‌توان در مورد صحت و اعتبار اطلاعات مطرح در این فایل صوتی درز کرده و انگیزه‌های پشت پرده انتشار آن صحبت کرد. جن ساکی، سخنگوی کاخ سفید در پاسخ به پرسش خبرنگاران در این زمینه گفت که در مورد فایل صوتی منتشر شده صحبت نمی‌کند. مایک پومپئو، وزیر امور خارجه سابق آمریکا بر این باور است که فابل صوتی ظریف نشان می‌دهد که روابط ظریف و کری ادامه داشته و باید از جان کری دربارهٔ درز اطلاعات تحقیق شود.
سناتور تاد یانگ جمهوری‌خواه دیگر گفته خوب نیست که یک عضو ارشد، دولت اسراییل را که متحد اصلی آمریکا در خاورمیانه است تضعیف کند و ابراز امیدواری کرده که آقای کری ماجرا را روشن کند. نماینده جمهوری‌خواه دیگری از ویسکانسین به نام مایک گلاهر گفته غیرقابل درک است که یک دیپلمات آمریکایی «اطلاعات محرمانه» را به ضرر یکی از مهم‌ترین متحدان ما به ایران بدهد که مهم‌ترین دولت حامی تروریسم در جهان است. ریک اسکات، سناتور جمهوری‌خواه فلوریدا گفته باید تا مشخص شدن ماجرا مجوز آقای کری برای دسترسی به اطلاعات و اسناد محرمانه لغو شود.
- لینزی گراهام: «نمی‌دانم که می‌توان به این فایل صوتی اعتماد کرد یا نه. اگر واقعی باشد خیلی آسیب در پی خواهد داشت. من از کری خوشم می‌آید ولی اگر ماجرا واقعیت داشته باشد مشکل ساز خواهد بود. صبر کنیم ببینیم چقدر معتبر است.[۲۳]»
- میت رامنی، نامزد سابق حزب‌جمهوری‌خواه در انتخابات ریاست جمهوری و سناتور فعلی از یوتا گفته ماجرا نگران‌کننده است: «باید شفافیت کامل باشد و مشخص شود دقیقاً چه کسی و با چه هدفی چه کاری کرده. آقای رامنی که عضو کمیته روابط خارجی سناست گفته ما این فایل ضبط شده را از یک مقام ایرانی داریم اما باید مورد ارزیابی قرار بگیرد.[۲۳]»
- میچ مک‌کانل، رئیس اقلیت جمهوری‌خواهان«حرف‌های آقای ظریف نشان می‌دهد چرا آمریکا نباید تحریم‌هایش علیه ایران را کنار بگذارد. ما می‌دانیم که امتیازهای پیشاپیش رسیدن به توافق بهتر را تضمین نمی‌کند. به امنیت آمریکا و متحدانش نیز کمکی نخواهد کرد. من امروز در صحن سنا بلند شده‌ام تا خواستار استعفای جان کری از تیم امنیت ملی دولت بایدن شوم. من در تمام مدت کارم در سنا هیچوقت خواستار استعفای هیچ‌کس نشده‌ام. سابقه جان کری در کار فعالیت علیه امنیت ملی آمریکا ورای تحمل است و باید برود. امروز خبرهای آنچنان نگران کننده ای شنیده‌ام که اگر حقیقت داشته باشد یا باید به برکناری جان کری منجر شود یا به استعفای او. دیگر بس است.[۲۳]»

### رسانه‌های وابسته به سپاه پاسداران
- خبرگزاری تسنیم:«نکته مهم برنامه دشمن در این زمینه است. ایران اینترنشنال با چه هدفی این فایل را منتشر کرده است؟ آیا هدف تشدید یک دوقطبی مضر دربارهٔ سیاست خارجی در کشور است و می‌خواهد موضع ظریف و دوستانش را تقویت کند؟ یا به دنبال شکل‌گیری نزاعی است که نهایتاً دود آن به چشم همه جناح‌ها و اصل انتخابات برود؟»
- خبرگزاری فارس:«مواضع اختلافی ظریف نسبت به جهت‌گیری کلان انقلاب پوشیده نبود و البته با این صوت دقیق‌تر شد. اما قاعدتاً هدف اصلی از انتشار صوت، افشاگری و پر کردن پشت دست منتقدان ظریف نبوده است.»